# Saison BAA 1947-1948
Navigation
Saison 1946-1947 Saison 1948-1949
La saison BAA 1947-1948 est la seconde saison de la Basketball Association of America, qui deviendra plus tard la National Basketball Association (NBA). La saison se termine sur la victoire des Baltimore Bullets lors des finales BAA face aux Warriors de Philadelphie 4 matches à 2.

## Faits notables
- Avant que la saison ne commence, les Cleveland Rebels, les Detroit Falcons, les Pittsburgh Ironmen et les Huskies de Toronto quittent la BAA, ne laissant en compétition que 7 franchises. Les Baltimore Bullets, une équipe de ABL (American Basketball League), est intégrée dans la ligue pour que les divisions comptent un même nombre d'équipes.

## Classement final
| Champion de division | Qualifié pour les playoffs | Éliminé des playoffs |

Les champions de division sont automatiquement qualifiés pour les playoffs, ainsi que les deux autres meilleures franchises de chaque division.
| Division Est               | V  | D  | PCT    | GB |
| -------------------------- | -- | -- | ------ | -- |
| Warriors de Philadelphie   | 27 | 21 | 56,3 % | -  |
| Knicks de New York         | 26 | 22 | 54,2 % | 1  |
| Celtics de Boston          | 20 | 28 | 41,7 % | 7  |
| Steamrollers de Providence | 6  | 42 | 12,5 % | 21 |

| Division Ouest         | V  | D  | PCT    | GB |
| ---------------------- | -- | -- | ------ | -- |
| Bombers de Saint-Louis | 29 | 19 | 60,4 % | -  |
| Bullets de Baltimore   | 28 | 20 | 58,3 % | 1  |
| Stags de Chicago       | 28 | 20 | 58,3 % | 1  |
| Capitols de Washington | 28 | 20 | 58,3 % | 1  |

## Leaders de la saison régulière
| Catégorie            | Joueur                        | Franchise                                           | Stat |
| -------------------- | ----------------------------- | --------------------------------------------------- | ---- |
| Points par match     | Joe Fulks                     | Warriors de Philadelphie                            | 22.1 |
| Assists par match    | Howie Dallmar Ernie Calverley | Warriors de Philadelphie Steamrollers de Providence | 2.5  |
| % à 2 points         | Bob Feerick                   | Washington Capitols                                 | 34.0 |
| % aux lancers francs | Bob Feerick                   | Washington Capitols                                 | 78.8 |

## Résultats des playoffs
|  | Quarts de finales | Quarts de finales    | Quarts de finales        |                          |    | Demi-finales         | Demi-finales | Demi-finales |  |  | Finales BAA | Finales BAA          | Finales BAA |
|  |                   |                      |                          |                          |    |                      |              |              |  |  |             |                      |             |
|  | O2                | Bullets de Baltimore | 2                        |                          |    |                      |              |              |  |  |             |                      |             |
|  | E2                | Knicks de New York   | 1                        |                          |    |                      |              |              |  |  |             |                      |             |
|  | E2                | Knicks de New York   | 1                        |                          | O2 | Bullets de Baltimore | 2            |              |  |  |             |                      |             |
|  |                   |                      |                          |                          | O2 | Bullets de Baltimore | 2            |              |  |  |             |                      |             |
|  |                   |                      | O3                       | Stags de Chicago         | 0  |                      |              |              |  |  |             |                      |             |
|  | O3                | Stags de Chicago     | O3                       | Stags de Chicago         | 0  | 2                    |              |              |  |  |             |                      |             |
|  | O3                | Stags de Chicago     |                          |                          |    | 2                    |              |              |  |  |             |                      |             |
|  | E3                | Celtics de Boston    | 1                        |                          |    |                      |              |              |  |  |             |                      |             |
|  |                   |                      |                          |                          |    |                      |              |              |  |  | O2          | Bullets de Baltimore | 4           |
|  |                   |                      | E1                       | Warriors de Philadelphie | 2  |                      |              |              |  |  |             |                      |             |
|  |                   |                      |                          |                          |    |                      |              |              |  |  |             |                      |             |
|  |                   |                      |                          |                          |    |                      |              |              |  |  |             |                      |             |
|  |                   | E1                   | Warriors de Philadelphie | 4                        |    |                      |              |              |  |  |             |                      |             |
|  |                   |                      |                          | 4                        |    |                      |              |              |  |  |             |                      |             |
|  |                   |                      | O1                       | Bombers de Saint-Louis   | 3  |                      |              |              |  |  |             |                      |             |
|  |                   |                      | O1                       | Bombers de Saint-Louis   | 3  |                      |              |              |  |  |             |                      |             |
|  |                   |                      |                          |                          |    |                      |              |              |  |  |             |                      |             |

Avant les playoffs proprement dits, il faut départager les trois équipes à égalité de la Western Division.
- Washington Capitols - Stags de Chicago 70-74
- Baltimore Bullets - Stags de Chicago 75-72

Les Baltimore Bullets et les Stags de Chicago se qualifient pour les playoffs.

### Quarts de finale
- Baltimore Bullets - New York Knickerbockers 2-1
- Stags de Chicago - Celtics de Boston 2-1

### Demi-finales
- Warriors de Philadelphie - St. Louis Bombers 4-3
- Baltimore Bullets - Stags de Chicago 2-0

### Finales BAA
- Baltimore Bullets - Warriors de Philadelphie 4-2

## Récompenses individuelles
- All-BAA First Team :
  - Ed Sadowski, Celtics de Boston
  - Joe Fulks, Warriors de Philadelphie
  - Howie Dallmar, Warriors de Philadelphie
  - Bob Feerick, Washington Capitols
  - Max Zaslofsky, Stags de Chicago

- All-BAA Second Team :
  - Buddy Jeanette, Baltimore Bullets
  - Stan Miasek, Stags de Chicago
  - Carl Braun, New York Knickerbockers
  - Fred Scolari, Washington Capitols
  - John Logan, St. Louis Bombers